# Alt islandès

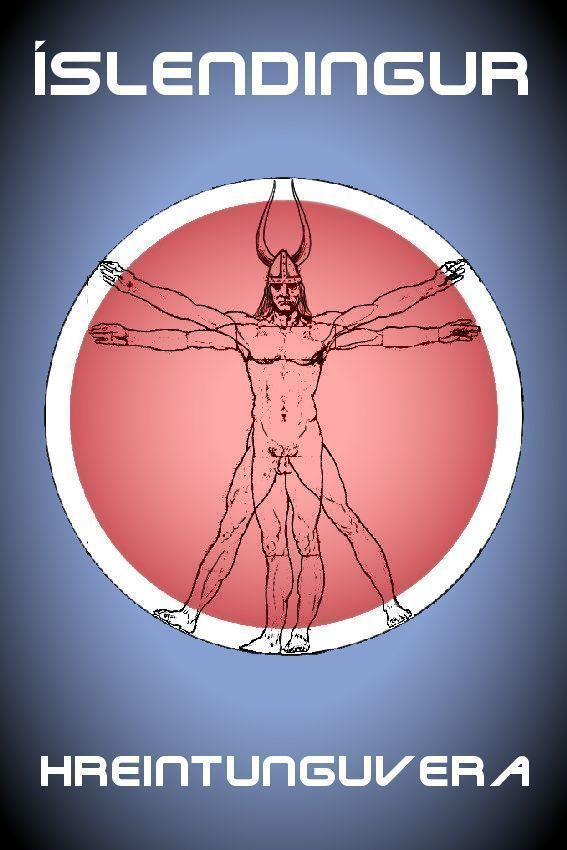
Una imatge de propaganda de l'alt islandès: Islandesos, una espècie de purificació de la llengua

L'alt islandès (Háfrónska) és una forma ultrapurista de l'islandès modern promoguda pel belga Jozef Braekmans. No té parlants nadius ni gaudeix de cap mena de reconeixement oficial, essent en essència un projecte d'abast limitat entre un petit grup de gent freturosa d'establir una forma d'islandès lliure de les influències estrangeres. Per aconseguir-ho es basa en la recuperació de mots antics així com per l'encunyació de neologismes, fins i tot en el camp de localitats geogràfiques sense cap mena de lligam o tradició relacionada amb Islàndia. En són exemples Sjöhæðir («Set turons» = Roma), Góðviðra («Bons aires» = Buenos Aires). Les primeres expressions del purisme lingüístic islandès es remunten a 1609 quan Arngrímur Jónsson, anomenat el Docte, va reclamar la necessitat de preservar la puresa de l'islandès. Aquesta visió va trobar estructura i suport en una influent organització nacionalista anomenada The Icelandic Society for the Learned Arts, que ha caracteritzat el moviment purista a Islàndia fins a la darrera part del segle xx.
El nom prové per analogia amb el høgnorsk («alt noruec», una versió antiga i conservadora del nynorsk). La paraula "frónska" deriva de "frón", el nom poètic d'Islàndia, que era una de les denominacions de la Terra que es mencionaven a l'Edda en Prosa. L'èmfasi de l'alt islandès radica principalment en el "málgjörhreinsun" («ultrapurisme»), la forma més extrema de purisme lingüístic. Pétur Þorsteinsson és el president del moviment per la llengua alt islandesa.